# 小川虎一
小川 虎一（おがわ とらいち、1850年（嘉永3年9月） - 1916年（大正5年）5月4日）は、日本の政治家、衆議院議員（2期）。

## 経歴
肥前国彼杵郡長浦村(のち長崎県西彼杵郡長浦村→琴浦村→琴浦町、現・長崎市)生まれ。大村藩校五教館で学ぶ。長浦村戸長、同村長、長崎県会議員となる。
1894年12月、家永芳彦の辞職による補欠選挙で長崎1区から立候補して初当選した。続く1898年3月の第5回衆議院議員総選挙では立憲自由党公認で立候補して再選した。衆議院議員を2期務め、同年8月の第6回衆議院議員総選挙は不出馬。1916年に死去した。